# Aeroport de Mueda
L'aeroport de Mueda (codi IATA: MUD, codi OACI: FQMD) és un aeroport que serveix Mueda, al nord de la província de Cabo Delgado a Moçambic.